# Архарли (Жоламанський сільський округ)
Архарли́ (каз. Арқарлы) — станційне селище у складі Кербулацького району Жетисуської області Казахстану. Входить до складу Жоламанського сільського округу.
Населення — 11 осіб (2021; 38 у 2009, 37 у 1999).